# Frolivka, Mîronivka
Frolivka (în ucraineană Фролівка) este un sat în comuna Viktorivka din raionul Mîronivka, regiunea Kiev, Ucraina.

## Demografie
Componența lingvistică a localității Frolivka
     Ucraineană (97,65%)
     Rusă (2,35%)
Conform recensământului din 2001, majoritatea populației localității Frolivka era vorbitoare de ucraineană (97,65%), existând în minoritate și vorbitori de rusă (2,35%).